# Orophila
Genre
Orophila est un genre de lépidoptères (papillons) de la famille des Nymphalidae et de la sous-famille des Biblidinae.

## Dénomination
Le genre a été décrit par Otto Staudinger en 1886.
Synonyme : Odontosama Aurivillius, 1929.

## Liste des espèces
- Orophila cardases (Hewitson, 1869); présent au Venezuela, en Colombie et en  Équateur.
- Orophila diotima (Hewitson, 1852); présent en Colombie, en  Équateur, en  Bolivie et au Pérou.